# Mistrzostwa Europy U-21 w Piłce Nożnej 2011 (eliminacje)
Eliminacje do Mistrzostw Europy U-21 w piłce nożnej rozpoczęły się 27 marca 2009, a zakończyły się 13 października 2010. Wyłoniły siedem drużyn, które obok gospodarza, reprezentacji Danii zagrają w turnieju finałowym w dniach 12-25 czerwca 2011.

## Faza grupowa

### Podział na grupy
Drużyny zostały podzielone na 2 grupy po sześć i osiem grup po pięć zespołów.
| Grupa 1                                         | Grupa 2                                           | Grupa 3                                            | Grupa 4                                           | Grupa 5                                             |
| ----------------------------------------------- | ------------------------------------------------- | -------------------------------------------------- | ------------------------------------------------- | --------------------------------------------------- |
| Rosja Rumunia Mołdawia Łotwa Wyspy Owcze Andora | Szwajcaria Turcja Armenia Gruzja Estonia Irlandia | Walia Włochy Węgry Bośnia i Hercegowina Luksemburg | Holandia Hiszpania Polska Finlandia Liechtenstein | Czechy Islandia Niemcy Irlandia Północna San Marino |

| Grupa 6                                       | Grupa 7                                 | Grupa 8                               | Grupa 9                                  | Grupa 10                                     |
| --------------------------------------------- | --------------------------------------- | ------------------------------------- | ---------------------------------------- | -------------------------------------------- |
| Szwecja Czarnogóra Izrael Kazachstan Bułgaria | Chorwacja Słowacja Serbia Norwegia Cypr | Ukraina Francja Belgia Słowenia Malta | Grecja Anglia Portugalia Litwa Macedonia | Austria Szkocja Białoruś Albania Azerbejdżan |

W przypadku równej liczby punktów, zespoły są klasyfikowane według następujących zasad.
1. liczba punktów zdobytych w meczach między tymi drużynami
2. różnica bramek strzelonych w meczach tych drużyn
3. liczba strzelonych bramek
4. gole na wyjeździe.

Jeśli mimo wszystko dwie lub więcej drużyn jest z tą samą liczbą punktów, rozstrzygają kolejno:
1. różnica wszystkich strzelonych i straconych goli
2. liczba strzelonych goli
3. liczba goli na wyjeździe
4. gra fair play[1]

### Legenda do tabelek
- Pkt – liczba punktów
- M – liczba meczów
- W – wygrane
- R – remisy
- P – porażki
- Br+ – bramki zdobyte
- Br- – bramki stracone
- +/- – różnica bramek

### Grupa 1
| Reprezentacja | M | W | R | P | Br+ | Br- | +/- | Pkt. |
| ------------- | - | - | - | - | --- | --- | --- | ---- |
| Rumunia       | 9 | 8 | 0 | 1 | 23  | 6   | +17 | 24   |
| Rosja         | 9 | 7 | 0 | 2 | 22  | 6   | +16 | 21   |
| Wyspy Owcze   | 9 | 3 | 2 | 4 | 8   | 15  | –7  | 11   |
| Mołdawia      | 8 | 3 | 1 | 4 | 7   | 12  | –5  | 10   |
| Łotwa         | 8 | 3 | 0 | 5 | 14  | 14  | 0   | 9    |
| Andora        | 9 | 0 | 1 | 8 | 3   | 24  | –21 | 1    |

### Grupa 2
| Reprezentacja | M  | W | R | P | Br+ | Br- | +/- | Pkt. |
| ------------- | -- | - | - | - | --- | --- | --- | ---- |
| Szwajcaria    | 9  | 5 | 2 | 2 | 14  | 8   | +6  | 17   |
| Turcja        | 8  | 4 | 1 | 3 | 12  | 10  | +2  | 13   |
| Gruzja        | 8  | 3 | 3 | 2 | 11  | 7   | +4  | 12   |
| Estonia       | 10 | 3 | 3 | 4 | 9   | 16  | –7  | 12   |
| Armenia       | 9  | 3 | 1 | 5 | 16  | 19  | -3  | 10   |
| Irlandia      | 8  | 1 | 4 | 3 | 11  | 13  | –2  | 7    |

### Grupa 3
| Reprezentacja        | M | W | R | P | Br+ | Br- | +/- | Pkt. |
| -------------------- | - | - | - | - | --- | --- | --- | ---- |
| Walia                | 6 | 4 | 1 | 1 | 14  | 5   | +9  | 13   |
| Węgry                | 6 | 4 | 0 | 2 | 9   | 6   | +3  | 12   |
| Włochy               | 6 | 3 | 1 | 2 | 10  | 5   | +5  | 10   |
| Bośnia i Hercegowina | 6 | 2 | 1 | 3 | 4   | 7   | –3  | 7    |
| Luksemburg           | 8 | 1 | 1 | 6 | 2   | 16  | -14 | 4    |

### Grupa 4
| Reprezentacja | M | W | R | P | Br+ | Br- | +/- | Pkt. |
| ------------- | - | - | - | - | --- | --- | --- | ---- |
| Holandia      | 7 | 7 | 0 | 0 | 18  | 3   | +15 | 21   |
| Hiszpania     | 6 | 4 | 1 | 1 | 12  | 4   | +8  | 13   |
| Polska        | 6 | 3 | 0 | 3 | 11  | 10  | +1  | 9    |
| Finlandia     | 6 | 1 | 1 | 4 | 6   | 7   | –1  | 4    |
| Liechtenstein | 7 | 0 | 0 | 7 | 1   | 24  | -23 | 0    |

### Grupa 5
| Reprezentacja | M | W | R | P | Br+ | Br- | +/- | Pkt. |
| ------------- | - | - | - | - | --- | --- | --- | ---- |
| Czechy        | 6 | 6 | 0 | 0 | 21  | 2   | +19 | 18   |
| Islandia      | 7 | 5 | 1 | 1 | 28  | 8   | +20 | 16   |
| Niemcy        | 6 | 2 | 2 | 2 | 22  | 9   | +12 | 8    |
| Irlandia Płn. | 6 | 1 | 1 | 4 | 8   | 13  | –5  | 4    |
| San Marino    | 7 | 0 | 0 | 7 | 0   | 47  | -47 | 0    |

### Grupa 6
| Reprezentacja | M | W | R | P | Br+ | Br- | +/- | Pkt. |
| ------------- | - | - | - | - | --- | --- | --- | ---- |
| Szwecja       | 6 | 5 | 1 | 0 | 13  | 3   | +10 | 16   |
| Czarnogóra    | 7 | 4 | 1 | 2 | 19  | 8   | +7  | 13   |
| Izrael        | 6 | 3 | 1 | 2 | 11  | 7   | +4  | 10   |
| Kazachstan    | 8 | 1 | 2 | 5 | 7   | 17  | –10 | 5    |
| Bułgaria      | 7 | 1 | 1 | 5 | 8   | 15  | -7  | 4    |

### Grupa 7
| Reprezentacja | M | W | R | P | Br+ | Br- | +/- | Pkt. |
| ------------- | - | - | - | - | --- | --- | --- | ---- |
| Chorwacja     | 7 | 5 | 1 | 1 | 15  | 8   | +7  | 16   |
| Słowacja      | 7 | 4 | 2 | 1 | 10  | 7   | +3  | 14   |
| Serbia        | 6 | 3 | 0 | 3 | 9   | 9   | 0   | 9    |
| Norwegia      | 6 | 1 | 1 | 4 | 9   | 14  | –5  | 4    |
| Cypr          | 6 | 1 | 0 | 5 | 4   | 9   | -5  | 3    |

### Grupa 8
| Reprezentacja | M | W | R | P | Br+ | Br- | +/- | Pkt. |
| ------------- | - | - | - | - | --- | --- | --- | ---- |
| Ukraina       | 6 | 4 | 2 | 0 | 11  | 3   | +8  | 14   |
| Belgia        | 7 | 4 | 2 | 1 | 6   | 3   | +3  | 14   |
| Francja       | 6 | 3 | 2 | 1 | 8   | 4   | +4  | 11   |
| Słowenia      | 6 | 2 | 0 | 4 | 4   | 8   | –4  | 6    |
| Malta         | 7 | 0 | 0 | 7 | 0   | 11  | -11 | 0    |

### Grupa 9
| Reprezentacja | M | W | R | P | Br+ | Br- | +/- | Pkt. |
| ------------- | - | - | - | - | --- | --- | --- | ---- |
| Grecja        | 7 | 5 | 1 | 1 | 11  | 6   | +5  | 16   |
| Anglia        | 6 | 3 | 2 | 1 | 11  | 7   | +4  | 11   |
| Portugalia    | 6 | 3 | 1 | 2 | 9   | 6   | +3  | 10   |
| Litwa         | 7 | 1 | 2 | 4 | 3   | 8   | –5  | 5    |
| Macedonia     | 6 | 0 | 2 | 4 | 7   | 14  | -7  | 2    |

### Grupa 10
| Reprezentacja | M | W | R | P | Br+ | Br- | +/- | Pkt. |
| ------------- | - | - | - | - | --- | --- | --- | ---- |
| Austria       | 7 | 4 | 2 | 1 | 16  | 9   | +7  | 14   |
| Szkocja       | 6 | 4 | 1 | 1 | 13  | 5   | +8  | 13   |
| Białoruś      | 6 | 4 | 1 | 1 | 14  | 10  | +4  | 13   |
| Albania       | 7 | 1 | 1 | 5 | 9   | 17  | –8  | 4    |
| Azerbejdżan   | 6 | 0 | 1 | 5 | 5   | 16  | -11 | 1    |

## Faza play-off
Pierwsze mecze odbędą się 9 września, a rewanże 13 października 2010.

### Tabela najlepszych wicemistrzów
W przypadku grup 1 i 2, do rankingu są wliczane tylko wyniki meczów z pięcioma najlepszymi drużynami.
| Grupa | Reprezentacja | M | W | R | P | Br+ | Br- | +/- | Pkt. | Uwagi |
| ----- | ------------- | - | - | - | - | --- | --- | --- | ---- | ----- |
| 5     | Islandia      | 7 | 5 | 1 | 1 | 28  | 8   | +20 | 16   | a     |
| 4     | Hiszpania     | 7 | 5 | 1 | 1 | 14  | 5   | +7  | 16   |       |
| 1     | Rosja         | 7 | 5 | 0 | 2 | 14  | 6   | +8  | 15   | a     |
| 8     | Belgia        | 8 | 4 | 3 | 1 | 8   | 5   | +3  | 15   |       |
| 10    | Austria       | 7 | 4 | 2 | 1 | 16  | 9   | +7  | 14   | a     |
| 9     | Anglia        | 7 | 4 | 2 | 1 | 12  | 7   | +5  | 14   |       |
| 7     | Słowacja      | 7 | 4 | 2 | 1 | 10  | 7   | +3  | 14   |       |
| 3     | Włochy        | 7 | 4 | 1 | 2 | 11  | 5   | +6  | 13   | a     |
| 2     | Gruzja        | 7 | 4 | 1 | 2 | 10  | 5   | +5  | 13   | a     |
| 6     | Czarnogóra    | 7 | 4 | 1 | 2 | 9   | 6   | +3  | 13   | a     |

Stan na 5 września.
Uwagi
- a - Drużyna nie ma zagwarantowanego drugiego miejsca w grupie
- b - Drużyna na ostatnim miejscu może się zmienić, więc bilans meczów wicemistrza również może się pogorszyć lub polepszyć.

### Zasady kwalifikowania[1]
1. Liczba punktów
2. Różnica bramek
3. Liczba strzelonych goli
4. Gole strzelone na wyjeździe
5. Gra fair play w meczach grupowych
6. Losowanie